# 蒂索 (德国)
蒂索是德国梅克伦堡-前波莫瑞州的一个市镇。总面积2.35平方公里，总人口406人，其中男性186人，女性220人（2011年12月31日），人口密度173人/平方公里。